# 12 міфів про радянську фантастику
«12 міфів про радянську фантастику» (рос. 12 мифов о советской фантастике) — збірка фантастикознавчих статей російського письменника і критика Антона Первушина. Вийшла друком у жовтні 2019 року у м. Санкт-Петербург. Четверта книга з серії «Лезо бритви», укладачем якої є російський публіцист-фантастикознавець Василь Владимирський.

## Передісторія та концепція книги
Основою збірки послугував цикл Первушина «10 міфів про радянську фантастику», що друкувався в 2006—2008 роках у журналі «Реальність фантастики». У 2013 році цикл було опубліковано у вигляді окремої книги тиражем 300 екземплярів. До оновленої збірки 2019 року увійшло кілька нових статей, що раніше не публікувалися, а також чимало документальних джерел з історії радянської фантастики.
Книга побудована на протиставленні нових даних і замовчуваних тем ряду стереотипних уявлень, що склалися, на думку автора, під впливом класичних праць з історії радянської фантастики Анатолія Бритикова, Всеволода Ревича та Кира Буличова.

## Зміст
Олексій Караваєв. З подальшим викриттям
Антон Первушин. Передмова
- Антон Первушин. Міф 1. До Івана Єфремова та братів Стругацьких в Радянському Союзі не було фантастики як жанру
- Антон Первушин. Міф 2. Радянська влада всіляко «пригнічувала» фантастів, а в окремих випадках фізично знищувала їх
- Антон Первушин. Міф 3. За часів Сталіна радянська фантастика обслуговувала тоталітарну ідеологію, тому швидко деградувала
- Антон Первушин. Міф 4. В радянській фантастиці сталінського періоду переважала фантастика «ближнього прицілу»
- Антон Первушин. Міф 5. В період Великої Вітчизняної війни в Радянському Союзі взагалі не було фантастики
- Антон Первушин. Міф 6. У Радянському Союзі не було якісної кінофантастики
- Антон Первушин. Міф 7. У Радянському Союзі не було жанру фентезі
- Антон Первушин. Міф 8. Радянська фантастика завжди була вторинною по відношенню до американської фантастики
- Антон Первушин. Міф 9. «Молодогвардійська» фантастика не мала ніякої цінності, будучи «нуль-літературою»
- Антон Первушин. Міф 10. Молодим талановитим авторам шлях в радянську фантастику був закритий
- Антон Первушин. Міф 11. Через «техніцизм» радянська фантастика зайшла в глухий кут і не могла розвиватися
- Антон Первушин. Міф 12. Радянську фантастику не потрібно вивчати, оскільки немає серйозного предмету для вивчення

Антон Первушин. Післямова
Додатки
- Документ № 1. Конкурсний плагіат (Всемирный следопыт. — 1929. — № 3)
- Документ № 2. Від редакції (Всемирный следопыт. — 1929. — № 10)
- Документ № 3. Омелян Ярославський. Мрії Чаянових і радянська дійсність (Правда. — 1930. — 18 октября)
- Документ № 4. Записка І. В. Сталіна в журналі «Красная новь» з приводу повісті А. П. Платонова «Про запас» (РГАСПИ. — Ф. 558. — Оп. 11. — Д. 201. — Л. 2-23)
- Документ № 5. Рецензія на повість Я. Л. Ларрі «Країна щасливих» (Литературная газета. — 1931. — № 44. — 15 августа)
- Документ № 6. Критичний відгук на повість Я. Л. Ларрі «Країна щасливих» (Литературная газета. — 1931. — 18 декабря)
- Документ № 7. Олександр Бєляєв. Створимо радянську наукову фантастику (Литературный Ленинград[ru]. — 1934. — 14 августа)
- Документ № 8. Самуїл Маршак. Про дитячу літературу (Первый Всесоюзный съезд советских писателей[ru]. Стенографический отчет. — М.: Гос. изд-во «Художественная литература», 1934)
- Документ № 9. Олександр Бєляєв. Попелюшка. Про наукову фантастику в нашій літературі (Литературная газета. — 1938. — № 27. — 15 мая)
- Документ № 10. Олександр Бєляєв. Створимо радянську наукову фантастику (Детская литература[ru]. — 1938. — № 15–16)
- Документ № 11. С. Іванов. Фантастика і дійсність (Октябрь[ru]. — 1950. — № 1)
- Документ № 12. Кандидат історичних наук В. Шевченко, інженер В. Струкова, бібліограф В. Сєріков, бібліотекар М. Іванова. Про фантастику і достовірність (Наука и жизнь. — 1951. — № 10)
- Документ № 13. Василь Захарченко. До розмови про наукову фантастику (Октябрь[ru]. — 1953. — № 2)
- Документ № 14. Микола Томан. Поговоримо про наукову фантастику (Коммунистическое воспитание и современная литература для детей и юношества. — М., 1960)
- Документ № 15. В. Шитова. Вигадка без думки. Нотатки про наукову фантастику (Юность[ru]. — 1961. — № 8)
- Документ № 16. Ю. Кротов. Фантастика, 1961 рік (Техника – молодежи. — 1961. — № 12)
- Документ № 17. Анатолій Бритиков. Що ховається за «кризою» сучасної фантастики (Современная литературно-художественная критика. Актуальные проблемы. — Л.: Наука, 1975)

## Нагороди
Цикл Антона Первушина є лауреатом Інтерпрескону-2009 (Критика / публіцистика), Літературної премії імені І. А. Єфремова за 2009 рік (за літературознавчі і критичні роботи), РосКону-2014 (2 місце за повністю опублікований цикл), премії «Подвійна зоря»-2014 (літературно-критичний жанр).